# Héricourt (Haute-Saône)
Héricourt település Franciaország Burgundia-Franche-Comté régiójában, Haute-Saône megyében. Új községként 2019. január 1-jén jött létre a korábbi Héricourt és Tavey község egyesítésével. Az egyesülésekor az új község lélekszáma 10 623 fő lett.
Lakosainak száma 10 525 fő (2022. január 1.). Héricourt Échenans-sous-Mont-Vaudois, Bethoncourt, Montbéliard, Brevilliers, Coisevaux, Couthenans, Luze, Verlans, Vyans-le-Val és Laire községekkel határos.

## Népesség
A település népességének változása:
| Lakosok száma | 9896 | 10 131 | 10 400 | 10 601 | 10 654 | 10 646 | 10 592 | 10 478 | 10 525 |
|               | 2013 | 2015   | 2016   | 2017   | 2018   | 2019   | 2020   | 2021   | 2022   |